# Asphondylia mentzeliae
Asphondylia mentzeliae är en tvåvingeart som beskrevs av Cockerell 1900. Asphondylia mentzeliae ingår i släktet Asphondylia och familjen gallmyggor. Inga underarter finns listade i Catalogue of Life.